# Голубовци
Голубовци су насељено мјесто и сједиште општине Зета у Црној Гори. Према попису из 2023. било је 2.621 становника.

## Географија
Голубовци су највеће насеље у Зетској равници.

## Демографија
У насељу Голубовци живи 2.115 пунолетних становника, а просечна старост становништва износи 35,8 година (35,2 код мушкараца и 36,4 код жена). У насељу има 716 домаћинстава, а просечан број чланова по домаћинству је 4,01.
Становништво у овом насељу веома је хетерогено, а у последња три пописа, примећен је пораст у броју становника.
|  |

| Демографија | Демографија | Демографија |
| Година      | Становника  | Становника  |
| ----------- | ----------- | ----------- |
|             |             |             |
|             |             |             |
|             |             |             |
|             |             |             |
| 1948.       | 1.402       |             |
| 1953.       | 1.628       |             |
| 1961.       | 2.114       |             |
| 1971.       | 2.176       |             |
| 1981.       | 2.676       |             |
| 1991.       | 2.788       | 2.754       |
| 2003.       | 2.961       | 2.869       |
| 2011.       |             | 3.110       |
|             |             |             |

| Национални састав према попису из 2003.‍ | Национални састав према попису из 2003.‍ | Национални састав према попису из 2003.‍ | Национални састав према попису из 2003.‍ | Национални састав према попису из 2003.‍ |
| --------------------------------------- | --------------------------------------- | --------------------------------------- | --------------------------------------- | --------------------------------------- |
|                                         |                                         |                                         |                                         |                                         |
| Црногорци                               | Црногорци                               |                                         | 1.807                                   | 62,98%                                  |
| Срби                                    | Срби                                    |                                         | 885                                     | 30,84%                                  |
| Албанци                                 | Албанци                                 |                                         | 15                                      | 0,52%                                   |
| Муслимани                               | Муслимани                               |                                         | 10                                      | 0,34%                                   |
| Хрвати                                  | Хрвати                                  |                                         | 5                                       | 0,17%                                   |
| Македонци                               | Македонци                               |                                         | 3                                       | 0,10%                                   |
| Југословени                             | Југословени                             |                                         | 3                                       | 0,10%                                   |
| непознато                               | непознато                               |                                         | 15                                      | 0,52%                                   |

| Национални састав према попису из 2011.‍ | Национални састав према попису из 2011.‍ | Национални састав према попису из 2011.‍ | Национални састав према попису из 2011.‍ | Национални састав према попису из 2011.‍ |
| --------------------------------------- | --------------------------------------- | --------------------------------------- | --------------------------------------- | --------------------------------------- |
|                                         |                                         |                                         |                                         |                                         |
| Црногорци                               | Црногорци                               |                                         | 1.920                                   | 61,74%                                  |
| Срби                                    | Срби                                    |                                         | 844                                     | 27,14%                                  |
| неизјашњени                             | неизјашњени                             |                                         | 265                                     | 8,52%                                   |

| \| \| м \| \| \| ж \| \| ? \| 10 \| \| \| 15 \| \| 80+ \| 23 \| \| \| 20 \| \| 75—79 \| 22 \| \| \| 43 \| \| 70—74 \| 62 \| \| \| 52 \| \| 65—69 \| 69 \| \| \| 83 \| \| 60—64 \| 50 \| \| \| 66 \| \| 55—59 \| 63 \| \| \| 63 \| \| 50—54 \| 104 \| \| \| 83 \| \| 45—49 \| 105 \| \| \| 91 \| \| 40—44 \| 124 \| \| \| 103 \| \| 35—39 \| 74 \| \| \| 99 \| \| 30—34 \| 100 \| \| \| 91 \| \| 25—29 \| 103 \| \| \| 119 \| \| 20—24 \| 97 \| \| \| 96 \| \| 15—19 \| 108 \| \| \| 89 \| \| 10—14 \| 119 \| \| \| 109 \| \| 5—9 \| 103 \| \| \| 99 \| \| 0—4 \| 113 \| \| \| 99 \| \| Просек : \| 91 \| \| \| 51 \| |     |  |  |     |
| |     |  |  |     |
| | м   |  |  | ж   |
| ? | 10  |  |  | 15  |
| 80+ | 23  |  |  | 20  |
| 75—79 | 22  |  |  | 43  |
| 70—74 | 62  |  |  | 52  |
| 65—69 | 69  |  |  | 83  |
| 60—64 | 50  |  |  | 66  |
| 55—59 | 63  |  |  | 63  |
| 50—54 | 104 |  |  | 83  |
| 45—49 | 105 |  |  | 91  |
| 40—44 | 124 |  |  | 103 |
| 35—39 | 74  |  |  | 99  |
| 30—34 | 100 |  |  | 91  |
| 25—29 | 103 |  |  | 119 |
| 20—24 | 97  |  |  | 96  |
| 15—19 | 108 |  |  | 89  |
| 10—14 | 119 |  |  | 109 |
| 5—9 | 103 |  |  | 99  |
| 0—4 | 113 |  |  | 99  |
| Просек : | 91  |  |  | 51  |

| Број домаћинстава према пописима из периода 1948—2003. | Број домаћинстава према пописима из периода 1948—2003. | Број домаћинстава према пописима из периода 1948—2003. | Број домаћинстава према пописима из периода 1948—2003. | Број домаћинстава према пописима из периода 1948—2003. | Број домаћинстава према пописима из периода 1948—2003. | Број домаћинстава према пописима из периода 1948—2003. | Број домаћинстава према пописима из периода 1948—2003. |
| Година пописа                                          | 1948.                                                  | 1953.                                                  | 1961.                                                  | 1971.                                                  | 1981.                                                  | 1991.                                                  | 2003.                                                  |
| ------------------------------------------------------ | ------------------------------------------------------ | ------------------------------------------------------ | ------------------------------------------------------ | ------------------------------------------------------ | ------------------------------------------------------ | ------------------------------------------------------ | ------------------------------------------------------ |
| Број домаћинстава                                      | 270                                                    | 340                                                    | 472                                                    | 452                                                    | 558                                                    | 662                                                    | 731                                                    |

| Број домаћинстава по броју чланова према попису из 2003. | Број домаћинстава по броју чланова према попису из 2003. | Број домаћинстава по броју чланова према попису из 2003. | Број домаћинстава по броју чланова према попису из 2003. | Број домаћинстава по броју чланова према попису из 2003. | Број домаћинстава по броју чланова према попису из 2003. | Број домаћинстава по броју чланова према попису из 2003. | Број домаћинстава по броју чланова према попису из 2003. | Број домаћинстава по броју чланова према попису из 2003. | Број домаћинстава по броју чланова према попису из 2003. | Број домаћинстава по броју чланова према попису из 2003. | Број домаћинстава по броју чланова према попису из 2003. |
| Број чланова                                             | 1                                                        | 2                                                        | 3                                                        | 4                                                        | 5                                                        | 6                                                        | 7                                                        | 8                                                        | 9                                                        | 10 и више                                                | Просек                                                   |
| -------------------------------------------------------- | -------------------------------------------------------- | -------------------------------------------------------- | -------------------------------------------------------- | -------------------------------------------------------- | -------------------------------------------------------- | -------------------------------------------------------- | -------------------------------------------------------- | -------------------------------------------------------- | -------------------------------------------------------- | -------------------------------------------------------- | -------------------------------------------------------- |
| Број домаћинстава                                        | 716                                                      | 75                                                       | 122                                                      | 81                                                       | 149                                                      | 132                                                      | 84                                                       | 51                                                       | 13                                                       | 6                                                        | 3                                                        |

| Пол    | Укупно | Неожењен/Неудата | Ожењен/Удата | Удовац/Удовица | Разведен/Разведена | Непознато |
| ------ | ------ | ---------------- | ------------ | -------------- | ------------------ | --------- |
| Мушки  | 1.114  | 363              | 687          | 38             | 15                 | 11        |
| Женски | 1.113  | 238              | 683          | 167            | 13                 | 12        |
| УКУПНО | 2.227  | 601              | 1.370        | 205            | 28                 | 23        |

| Пол    | Укупно                    | Пољопривреда, лов и шумарство | Рибарство                            | Вађење руде и камена | Прерађивачка индустрија       |
| ------ | ------------------------- | ----------------------------- | ------------------------------------ | -------------------- | ----------------------------- |
| Мушки  | 465                       | 80                            | 0                                    | 0                    | 60                            |
| Женски | 201                       | 27                            | 0                                    | 0                    | 22                            |
| Укупно | 666                       | 107                           | 0                                    | 0                    | 82                            |
|        |                           |                               |                                      |                      |                               |
| Пол    | Производња и снабдевање   | Грађевинарство                | Трговина                             | Хотели и ресторани   | Саобраћај, складиштење и везе |
| Мушки  | 7                         | 15                            | 60                                   | 15                   | 107                           |
| Женски | 4                         | 2                             | 48                                   | 9                    | 10                            |
| Укупно | 11                        | 17                            | 108                                  | 24                   | 117                           |
|        |                           |                               |                                      |                      |                               |
| Пол    | Финансијско посредовање   | Некретнине                    | Државна управа и одбрана             | Образовање           | Здравствени и социјални рад   |
| Мушки  | 1                         | 5                             | 69                                   | 8                    | 4                             |
| Женски | 1                         | 4                             | 25                                   | 12                   | 19                            |
| Укупно | 2                         | 9                             | 94                                   | 20                   | 23                            |
|        |                           |                               |                                      |                      |                               |
| Пол    | Остале услужне активности | Приватна домаћинства          | Екстериторијалне организације и тела | Непознато            | Непознато                     |
| Мушки  | 17                        | 0                             | 0                                    | 17                   | 17                            |
| Женски | 10                        | 0                             | 0                                    | 8                    | 8                             |
| Укупно | 27                        | 0                             | 0                                    | 25                   | 25                            |

## Познате личности
- Никола Крстовић, црногорски фудбалер
- Милош Кркотић, црногорски фудбалер
- Душан Вујачић, учесник Народноослободилачке борбе
- Мирко Вујачић, црногорски и југословенски атлетичар
- Васо Алигрудић, црногорски филозоф и учесник Народноослободилачке борбе